# Neujahrskonzert der Wiener Philharmoniker 1969
Das Neujahrskonzert der Wiener Philharmoniker 1969 war das 29. Neujahrskonzert der Wiener Philharmoniker und fand am 1. Jänner 1969 im Goldenen Saal des Wiener Musikvereins statt. Dirigiert wurde es zum 15. Mal von Willi Boskovsky, der diese Institution 1941 schon als Konzertmeister der Wiener Philharmoniker mit ins Leben gerufen hatte. 

## Zusammenfassung
Streng genommen war es das 30. Konzert zum Jahreswechsel – denn zur Jahreswende 1939/40 gab es bereits ein Außerordentliches Konzert der Wiener Philharmoniker, welches allerdings am Silvesterabend 1939 stattfand –, aber erst seit 1946 – seit dem erstmaligen Dirigat von Josef Krips – trägt das Konzert den Titel Neujahrskonzert der Wiener Philharmoniker: Unter diesem Namen war es das nunmehr 24. mit diesem Titel. Willi Boskovsky stand, wie bereits seit 1955 auf Grund seiner einstimmigen Wahl durch die Orchestermitglieder als ständiger Dirigent des Neujahrskonzertes am Pult.
 Willi Boskovsky bleibt in Erinnerung, dass er das Konzert im Wesentlichen mit seinem Geigenbogen leitete und seine Violine, vornehmlich in die Hüfte gestützt (ansonsten lag sie griffbereit auf einem kleinen Tischchen neben dem Dirigierpult), immer wieder ans Kinn nahm, um seinen eigenen Schwung in das Orchester zu übertragen, er nutzte nur selten einen Dirigentenstab.
Einzelne Musikstücke wurden wieder mit Ballettaufnahmen unterlegt: Es tanzten Mitglieder des Balletts der Volksoper Wien, die Choreographie übernahm erneut die Ballettmeisterin Dia Luca.
Das Konzert wurde mit seinem zweiten Teil im Fernsehen übertragen, die Produktion übernahm der Österreichische Rundfunk (ORF), die Regie führte erneut Hermann Lanske. Es war das erste Neujahrskonzert, das in Farbe ausgestrahlt wurde.
Es war das vierte Neujahrskonzert, dessen zweiter Teil in Kooperation von Eurovision (für diesen Verbund war es die zehnte Übertragung) und Intervision, dem Fernsehverbund der damaligen sozialistischen Staaten, im Fernsehen übertragen wurde. Ausgestrahlt wurde das Neujahrskonzert 1969 über Eurovision neben Österreich in Belgien, der Bundesrepublik Deutschland, in Dänemark, Finnland, Frankreich, Großbritannien, Irland, Italien, Jugoslawien, Luxemburg, der Niederlande, Norwegen, in Portugal, Schweden, Spanien und der Schweiz.
Über Intervision waren 1969 dabei: DDR, Polen, Rumänien und Ungarn. Es wurde demzufolge in 21 Staaten original ausgestrahlt.

## Programm

### 1. Teil
1. Johann Strauss (Sohn): Ouvertüre zur Operette Waldmeister
2. Johann Strauss (Sohn): I Tipferl-Polka, Polka française, op. 377
3. Eduard Strauß: Fesche Geister, Walzer, op. 75*
4. Josef Strauss: Die Emancipirte, Polka mazur, op. 282
5. Johann Strauss (Sohn): Banditen-Galopp, Polka schnell, op. 378
6. Johann Strauss (Sohn): Accelerationen, Walzer, op. 234

### 2. Teil
1. Johann Strauss (Sohn): Ouvertüre zur Operette Cagliostro in Wien
2. Johann Strauss (Sohn): Rosen aus dem Süden, Walzer, op. 388
3. Johann Strauss (Sohn): So ängstlich sind wir nicht, Schnellpolka (sic), op. 413
4. Johann Strauss (Sohn): Neue Pizzicato-Polka, op. 449
5. Josef Strauss: Die Schwätzerin, Polka mazur, op. 144
6. Josef Strauss: Auf Ferienreisen, Polka schnell, op. 133
7. Johann Strauss (Vater): Seufzer-Galopp, op. 9 *, **
8. Eduard Strauß: Bahn frei!, Polka schnell, op. 45
9. Johann Strauss (Sohn): Wein, Weib und Gesang, Walzer, op. 333
10. Johann Strauss (Sohn): Einzugsmarsch aus der Operette Der Zigeunerbaron, o. op.

### Zugaben
1. Johann Strauss (Sohn): Tritsch-Tratsch, Polka, op. 214
2. Johann Strauss (Sohn): An der schönen blauen Donau (Walzer), op. 314
3. Johann Strauss (Vater): Radetzky-Marsch, op. 228

Werkliste und Reihenfolge sind der Website der Wiener Philharmoniker entnommen.
 Mit * gekennzeichnete Werke standen erstmals in einem Programm eines Neujahrskonzertes.
**Nicht Bestandteil des Programmarchivs: In der Bearbeitung von Max Schönherr, die originale Instrumentation wurde erst nach 2000 durch Christian Pollack erschlossen und bekannt.

## Besetzung (Auswahl)
- Willi Boskovsky, Dirigent
- Wiener Philharmoniker